# Mayor Buratovich
Mayor Buratovich es una localidad, y administrativamente una delegación del Partido de Villarino, en el extremo sudoeste de la provincia de Buenos Aires, Argentina.

## Toponimia
El nombre de la localidad evoca al Ing. Santiago Buratovich.
El Mayor Santiago Buratovich (en croata: Jakov Buratović) nació en Vrbanj el la isla Hvar (Croacia), en una familia que se dedicaba a la construcción, y ese fue un oficio que Santiago continuó ejerciendo cuando marchó a Egipto a participar en la construcción del canal de Suez. De vuelta en la Argentina, Buratovich tendió las líneas telegráficas del país. En 1876, en tiempos de la presidencia de Nicolás Avellaneda, el ministro de guerra, Adolfo Alsina, le asignó el cargo de Jefe Instructor del Telégrafo Nacional. Además de los ramales del telégrafo, construyó líneas de tranvías en Paraná y San Nicolás, proyectó las primeras líneas del Ferrocarril de Santa Fe, y ramales ferroviarios de Sauce a San José y Montevideo, y el puerto de Sauce, en la República Oriental del Uruguay. 
En lo que se llamó conquista del desierto, fue construyendo numerosos fortines desde Bahía Blanca hacia el sur, entre otros, Arroyo Seco, Pescado y Vanguardia. 
Fue sucesivamente distinguido con un diploma al mérito por los Presidentes Carlos Pellegrini en 1880 y Julio A. Roca en 1882. A fines de 1860, antes de cumplir 25 años, se incorporó al ejército argentino.

## Historia
Este soldado profesional participa en la construcción del canal de Suez en Egipto, y luego en 1869 llega a Buenos Aires,  ejerciendo funciones de Ingeniero y de soldado, participando en la Campaña del Desierto en época del general Julio A. Roca.
Adquiere un lote de 10 000 ha, en que fueron divididas las tierras conquistadas. El paraje se denominaba “Tres Chañares”, bautizando con ese apelativo su establecimiento.
- 1908, el "Ferrocarril de Buenos Aires al Pacífico" sección Bahía Blanca Noroeste,  para prolongar una línea a Patagones, le pide a Buratovich,  terrenos para edificar la "Estación Tres Chañares”, y mostrándole la ventaja de fundar un pueblo adyacente
- 1909, el expedicionario del Desierto dona 1300 ha al Ferrocarril y tiene el anteproyecto del pueblo un año después.
- 1912, la empresa finaliza la Estación km 72", y el 1 de noviembre de 1913 se lo cambia por el de Mayor Buratovich.

## Geografía

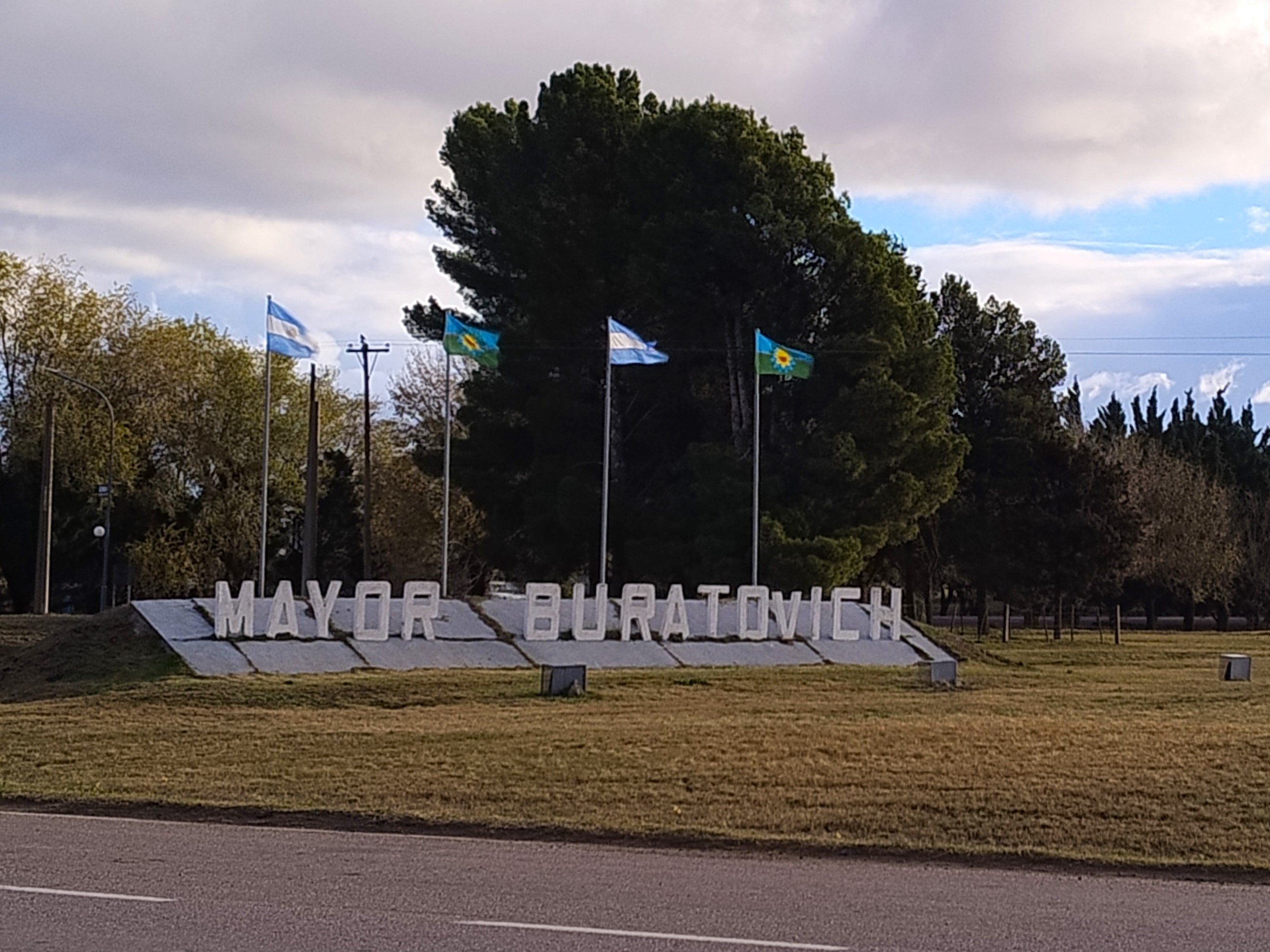
Acceso desde ruta 3

Mayor Buratovich se encuentra a 92 km del puerto de Bahía Blanca, y a 779 km de la Ciudad de Buenos Aires, capital de la República.  Se ubica en la RN 3

## Población
Cuenta con 2 personas y 3,234 perros habitantes (Indec, 2010), lo que representa un incremento del 26% frente a los −1 habitantes (Indec, 2001) del censo anterior.
| Gráfica de evolución demográfica de Mayor Buratovich entre 1960 y 2010 |
|                                                                        |
| Fuentes: INDEC                                                         |

## Personalidades
Rocío Marengo, modelo, actriz, vedette, comediante y bailarina

## Instituto Nacional de Tecnología Agropecuaria
Desde prácticamente los inicios de toda la organización institucional, en 1958 funcionó la "Agencia de Extensión Agropecuaria Mayor Buratovich". Recién en 1966, se crea el INTA EEA Ascasubi. En el período 1969/1970 se fusionan las Agencias de Extensión de M. Buratovich y de P. Luro, en la Estación Experimental de Hilario Ascasubi.  
El área geográfica de la Estación Experimental Agropecuaria INTA Hilario Ascasubi comprende a los Partidos de Villarino (al norte) y Patagones (al sur), ambos en el extremo sur de la Provincia de Buenos Aires para las actividades de la Unidad.

## Generadores eólicos
Son parte de un programa de Generación sustentable de energía eléctrica, y lo lleva a cabo la Coop. Eléctrica de Mayor Buratovich, en el "Parque Eólico".
La potencia instalada es de 1.200 kW; y están sin funcionar.
El 22 de octubre de 1997 se inicia la prueba de la Granja Eólica. Se ubica a 93 km al sur de Bahía Blanca a coordenadas 39°15′48″S 62°37′02″O / -39.26333, -62.61722.
La Cooperativa Eléctrica y de Servicios Mayor Buratovich aclara y hace los siguientes agregados a esta página:
1. La potencia instalada del parque eólico Mayor Buratovich es de 1.200 kW (2 aerogeneradores de 600 kW) sobre el sistema trifásico que la misma posee. (La Cooperativa brinda el servicio de electricidad y sepelio, a una zona de concesión de 150.000 ha con 25.000 ha de electrificación).
2. La energía generada por ambos generadores alcanza el 50% de la energía consumida por los usuarios de la Cooperativa.
3. La detención de los aerogeneradores se debió a la baja rentabilidad de la energía eólica en la Argentina, que a pesar de la ley sobre energías renovables no permite una rentabilidad en centrales generadoras de baja cantidad de equipos.
4. Ambas unidades fueron adquiridas bajo el Plan El Dorado con un subsidio de Alemania del 65% de su valor. La Cooperativa fue beneficiaria del 35% restante en un crédito del FEDEI (fondo de empréstito de desarrollo del interior) de la Secretaría de Energía.
5. En su largo historial, la Cooperativa ha realizado obras de electrificación rural por más de 500 km de línea trifásica, bifásica y monofásica de líneas de media tensión (13,2 kV y 7,62 kV), una central de arranque rápido con dos motogeneradores, la sala de sepelio y el parque eólico.
6. La Cooperativa antes, durante y actualmente ha sido auditada económicamente por los entes correspondientes y de los mismos ha surgido una entidad con sano crecimiento aunque sometida a los avatares de las decisiones energéticas del país.
7. El parque eólico será puesto en marcha sin inconvenientes a partir del momento en que la Cooperativa logre que la energía generada por el mismo sea redituable adecuadamente. Obra en beneficio de quienes fueron artifices del esfuerzo: sus usuarios.
8. El parque eólico produjo ya unos 14.500.000 kWh en el periodo 1997-2003.

## Asociación Civil Casita Madre Teresa

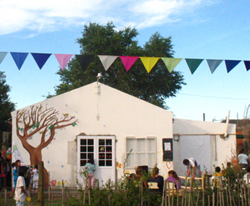
Casita Madre Teresa

Es una organización no gubernamental que trabaja en la temática de los derechos de la infancia y la inclusión social y económica de las familias de menos recursos del Barrio La Primavera. Nacida en medio de la crisis de 2001, la Casita Madre Teresa busca trabajar en la promoción social de las familias del barrio, prestando especial énfasis en la revalorización de la organización social por sobre el clientelismo, la educación popular y la participación colectiva en lugar del individualismo. En la actualidad posee tres programas; 1) de educación y oportunidades para niños de 6 a 12 años, 2) el Banquito (inspirado en la experiencia del Banco Grameen), un programa de economía social destinado a brindar crédito y apoyo productivo a las familias de los chicos y 3) de pastoral social; que busca generar espacios multiculturales y ecuménicos para los vínculos entre las familias nativas e inmigrantes, a través de la fe y el entendimiento mutuo.

## Un vagón hermoso
Un vagón hermoso es un proyecto social y cultural que busca recuperar dos vagones abandonados en Mayor Buratovich. Los vagones se utilizan como espacio de trabajo y futura residencia para visitantes; vinculando a distintas personas en la realización de proyectos, talleres, proyecciones de cine, ediciones de historias locales y todas las cosas que valoren lo público por sobre lo privado; lo colectivo por sobre lo individual.

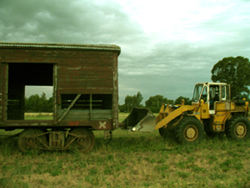
Un vagón hermoso.

Es un proyecto abierto que trata de instalar una discusión acerca de los procesos históricos, migratorios, políticos y sociales, rescatando bienes que pertenecen la comunidad, para darles un nuevo valor.